# Konungen i Thule
Konungen i Thule (tyska: Der König in Thule) är en litterär ballad från 1774 av den tyske författaren Johann Wolfgang von Goethe. Den handlar om en kung i det mytologiska Thule som sörjer sin döda hustru och förblir henne trogen livet ut. Texten är skriven på ett medvetet ålderdomligt vis för att efterlikna gamla folkvisor. Goethe skrev balladen medan han arbetade på den tidigaste versionen av sitt drama Faust, där den också finns införlivad i handlingen. "Konungen i Thule" har tonsatts av bland andra Carl Friedrich Zelter, Franz Schubert, Hector Berlioz, Franz Liszt, Robert Schumann, Charles Gounod och rockgruppen Faun.